# Monte San Pietrangeli
Monte San Pietrangeli är en ort och kommun i provinsen Fermo i regionen Marche i Italien. Kommunen hade 2 379 invånare (2018).